# Projekt Runeberg

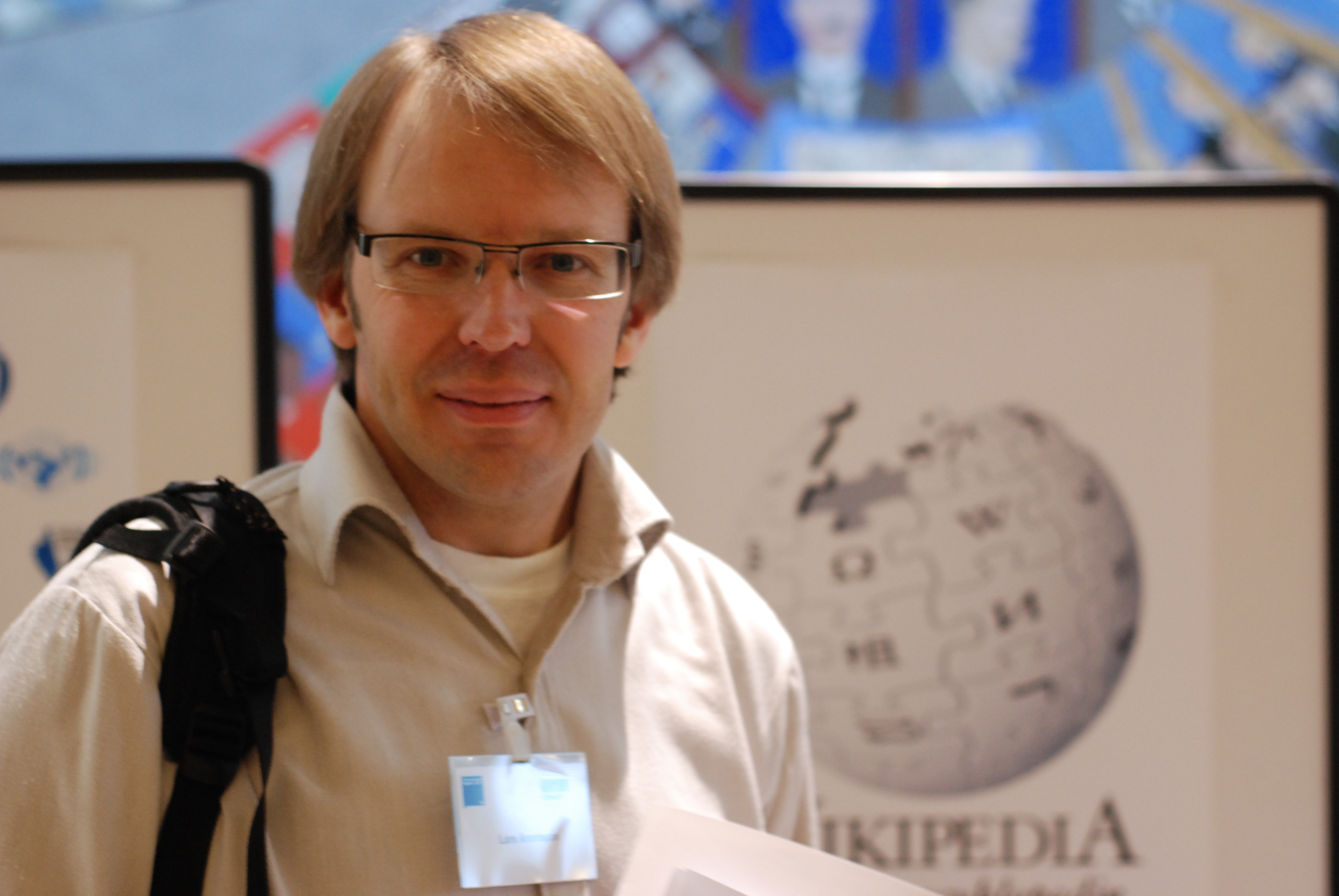
Lars Aronsson, grundare av Projekt Runeberg.

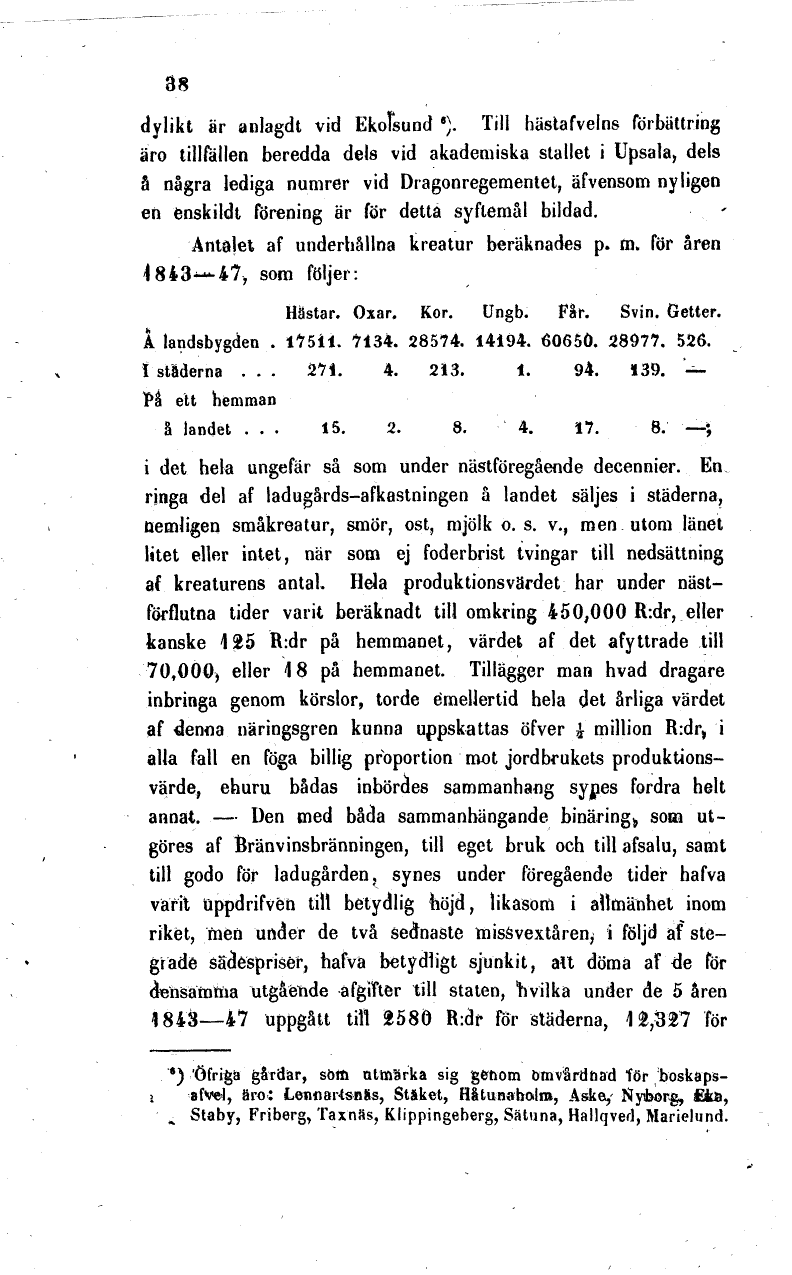
Sid 38 i Beskrifning öfver Upsala län (1850) av Wilhelm Tham.

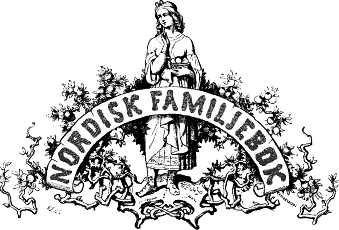
Nordisk familjebok var ett av de första verken som återpublicerades.

Projekt Runeberg är ett ideellt initiativ för att digitalisera äldre nordisk litteratur och göra den fritt tillgänglig över internet. Det grundades i december 1992 av Lars Aronsson och drivs som ett projekt inom studenternas datorförening Lysator vid Linköpings universitet. Bland mycket annat har man publicerat Carl Michael Bellman, Selma Lagerlöf, Viktor Rydberg och August Strindberg samt första och andra upplagorna av Nordisk familjebok – alla verk som på grund av ålder inte längre skyddas av upphovsrätt.

## Namn och verksamhet
Projektnamnet är en anspelning på den amerikanska förebilden Project Gutenberg och finländske nationalskalden Johan Ludvig Runeberg, vars Fänrik Ståls sägner var ett av de första verken i den digitala samlingen. En förutsättning för verksamheten är tidsbegränsningen i upphovsrättslagen som gör att verk av upphovsmän som varit döda i mer än 70 år (tidigare gällde 50 år) är allmän egendom och får spridas fritt. Projektet är organiserat som en liten redaktionsgrupp med anknytning till Lysator och ett stort antal frivilliga medarbetare ute i världen.
Bland utgivningen märks flera författares samlade skrifter, hela årgångar av olika tidskrifter samt det klassiska svenska uppslagsverket Nordisk familjebok (färdigt i maj 2003). I Projekt Runeberg finns också vissa av Carl August Hagbergs översättningar av Shakespeares pjäser.

## Historik
Projekt Runeberg startade 1992 som ett ideellt drivet projekt kopplat till studentföreningen Lysator vid Linköpings universitet.
Under projektets första år framställdes elektroniska textutgåvor (e-texter) av Carl Michael Bellman, Karin Boye, Erik Axel Karlfeldt, Selma Lagerlöf, Johan Ludvig Runeberg med flera, utan större textkritisk urskillning. Det ursprungligen använda menysystemet Gopher övergavs under 1994 för www, vilket introducerades redan i februari 1993 på Lysator (som då registrerade Sveriges första www-server).
Den 1 januari 1996 ändrades den svenska upphovsrättslagens 50-årsregel till 70 år, i samband med en EU-harmonisering. Detta innebar att skyddet återuppväcktes för verk av flera populära författare som vid tillfället hade varit döda i mer än 50 år men mindre än 70 år. Projekt Runeberg tvingades då avbryta skanningen av sådana verk och invänta den nya 70-årsgränsen.
En milstolpe var 1917 års svenska bibelöversättning, som i maj 1996 förelåg i en fullständig e-textutgåva, inknappad och korrekturläst ett kapitel i taget av ett tjugotal frivilliga.
Medvetenhet om bristen på textkritik (vilken tryckt förlaga har använts?) och textkvalitet (har texten överförts korrekt?) ledde under 1998 till utvecklandet av en metod för publicering av digitala faksimilutgåvor, som därefter har dominerat och kännetecknat Projekt Runebergs utgivning. Genom scanning och publicering av bilder av hela boksidor uppnås samtidigt hög textuell kvalitet och högt driven mekanisering, dock till priset av större datavolymer; faksimilutgåvorna lämpar sig bäst för bredband. En kompletterande OCR-tolkning ger en sökbar text som underlättar användningen. OCR-texten innehåller en viss andel tolkningsfel och bör korrekturläsas, men detta överlåts på frivilliga medhjälpare att göra i efterhand, och ses inte som ett hinder för publicering. Sedan 2002 utförs korrekturläsning direkt via ett wiki-liknande webbformulär.
Utgivningen av digitala faksimilutgåvor mäts i hyllmeter om vardera 20 000 boksidor. Samlingarna uppgick i juni 2003 till 100 000 sidor eller fem hyllmeter och ett år senare till det dubbla. År 2003 hade man publicerat drygt 300 titlar som inte längre skyddades av upphovsrätt. och i januari 2006 passerades 400 000 boksidor. Inskanningstakten ökade kraftigt 2012 och man har sedan dess snittat drygt 273 000 sidor per år. Den miljonte sidan skannades in 22 november 2012. Vid 2019 års slut hade mer än 2,8 miljoner sidor skannats vilket motsvarar 144 hyllmeter.
De publicerade texterna har bidragit till att bland annat informationen i uppslagsverket Nordisk familjebok fått vidare spridning. Bland annat har många artiklar på svenskspråkiga Wikipedia helt eller delvis kommit att baseras på uppslagsord i Nordisk familjebok. Den första samt den andra upplagan ("Ugglan") skannades in av Projekt Runeberg mellan 2000 och 2003, vid en tid då Wikipedia bara var två år gammalt och endast i början av sin tillväxt.

## Liknande databaser
Projekt Runeberg har flera internationella motsvarigheter. Bland liknande databaser för äldre och inte längre upphovsrättsskyddade texter, filmer och liknande finns Project Gutenberg, Internet Archive och Wikisource.
En annan liknande svensk databas är Litteraturbanken. I januari 2020 meddelade Kungliga biblioteket att de inom samarbetet Digitalisering av det svenska trycket (DST) tillsammans med fem universitetsbibliotek ska digitalisera alla svenska tryckta verk från 1400-talet "fram till idag" och att dessa ska finnas tillgängliga – åtminstone för forskning.